# Салауши
Салау́ши (тат. Салагыш) — село в Агрызском районе Республики Татарстан, административный центр Салаушского сельского поселения.

## География
Село находится вблизи устья реки Иж, на левом берегу речки Азевка, в 60 км (82 км по автодорогам) к югу от районного центра, города Агрыза. К западу от села находится заказник Кичке-Тан.

## История
Село основано как деревня на рубеже XVI–XVII веков, упоминается в документах 1600 года.
В 1802 году в деревне Салауш, относившейся тогда к Сарапульской округе, их было 242 души мужского пола тептярей ), ясачных крестьян. 
В «Списке населённых мест Российской империи», изданном в 1876 году, населённый пункт упомянут как казённая деревня Салауши 2-го стана Елабужского уезда Вятской губернии, при речке Салаушке, расположенная в 60 верстах от уездного города Елабуга. Здесь насчитывалось 299 дворов и проживало 1726 человек (899 мужчин и 827 женщин), было 2 мечети, проходили базары.
В 1887 году в деревне Салауши Салаушской волости проживало 2433 жителя (1256 мужчин, 1177 женщин) в 481 дворе (из них 400 дворов тептярей и 81 двор башкир). Земельный надел деревни составлял 12350,84 десятины земли. У жителей имелось 599 лошадей, 579 коров и 1111 единиц мелкого скота (овец, свиней и коз); 450 человек занимались местными промыслами (в том числе 220 подёнщиков), 40 — отхожими промыслами (в том числе 19 торговцев на ярмарке). Было 60 грамотных и 127 учащихся.
По переписи 1897 года в деревне Салауши проживало 2759 человек (1398 мужчин, 1361 женщина), из них 2732 магометанина.
В 1905 году в деревне проживало 2959 человек (1504 мужчины, 1455 женщин) в 522 дворах.
С 10 августа 1930 года – в Красноборском (в 1930 и 1948 годах — центр сельсовета), с 28 октября 1960 года – в Бондюжском, с 1 февраля 1963 года – в Елабужском, с 4 марта 1964 года в Агрызском районах.

## Население
По переписи 2002 года в селе проживало 611 человек (286 мужчин, 325 женщин), татары (98 %).
По переписи 2010 года — 623 человека (283 мужчины, 340 женщин).
| 1859  | 1887  | 1905  | 1920  | 1926  | 1938  | 1949  |
| ----- | ----- | ----- | ----- | ----- | ----- | ----- |
| 1726  | ↗2433 | ↗2959 | ↗3690 | ↘2896 | ↘2023 | ↘1323 |
| 1970  | 1979  | 1989  | 2002  | 2010  | 2015  | 2021  |
| ↘1138 | ↘556  | ↗768  | ↘611  | ↗623  | ↘497  | ↘435  |

Национальный состав села: татары (2015 год).

## Инфраструктура
В селе функционируют 2 магазина, почта и филиал Сбербанка. Имеются участковый пункт полиции, ферма КРС, машинно-тракторная мастерская и 3 кладбища (из которых 2 закрыто).

## Религиозные объекты
В 1992 году открыта мечеть Ходжи Нажметдина.